# Врата (Мехединци)
Врата (рум. Vrata) — коммуна в Румынии в составе жудеца Мехединци, историческая область Олтения. Административный центр — село Врата.

## География
Коммуна Врата находится на крайнем юго-западе Румынии, в южной части жудеца Мехедици, в 65 километрах от центра Мехединци, города Дробета-Турну-Северин и в 32 километрах от города Вынжу-Маре. Ближайшая железнодорожная станция расположена в 33 километрах от села Врата.

## Население
Согласно последней переписи населения в 2021 году число жителей коммуны Врата составило 1.977 человек, по сравнению с предыдущей, в 2011 году, оно возросло на четверть (с 1.599 человек). Большинство жителей — румыны по национальности (57 %), затем идут цыгане (39,5 %), остальные около 4 % населения не определились в национальном отношении.
88,3 % населения относятся к Румынской православной церкви, 5,8 % протестанты-униаты, 2,2 % баптисты.

## Политика
Коммуна Врата управляется мэром и коммунальным советом, состоящим из 11 членов. Наибольшее представительство в совете после выборов 2020 года принадлежит Социал-демократической партии.